# 长梗过路黄
长梗过路黄（学名：Lysimachia longipes）为报春花科珍珠菜属的植物，为中国的特有植物。分布于中国大陆的安徽、江西、福建、浙江等地，生长于海拔300米至800米的地区，多生于山谷溪边或山坡林下，目前尚未由人工引种栽培。
其种加词“Longipes”意为“长梗的”，“长柄的”。

## 别名
长梗排草（中国高等植物图鉴）